# Маки — це також квіти
«Маки — це також квіти» (англ. The Poppy Is Also a Flower) — драматичний кінофільм 1966 року режисера Теренса Янга, знятий за сценарієм Джо Айзінгера на основі оповідання Яна Флемінга, літературного батька «агента 007» — Джеймса Бонда.

## Сюжет
Американський агент, що вирушив до Ірану розкрити шляхи поширення опіуму, був знайдений у соляному озері. Ще два агенти вирушають щоб розслідувати причину смерті та знайти керівників наркоугруповання. Після багатьох перипетій агенти досягли успіху.

## Ролі виконують
- Сента Бергер — Максін
- Стівен Бойд — Бенсон
- Юл Бріннер — полковник Сейлем
- Енджі Дікінсон — Лінда Бенсон
- Жорж Жере — Рош
- Г'ю Гріффіт — вождь племені
- Ріта Гейворт — Моніка Маркос
- Тревор Говард — Сем Лінкольн
- Марчелло Мастроянні — інспектор Моска
- Омар Шариф — доктор Ред
- Елай Воллак — «щасливчик» Локарно
- Гарольд Саката — Мартин

## Навколо фільму
- Фільм фінансувався Організацією Об'єднаних Націй, однак основним спонсором стала американська фірма «Ксерокс».
- Більшість акторів грали у фільмі за символічну плату — 1 долар, вважаючи, що їх моральним обов'язком є участь у проєкті, який повинен привернути увагу громадськості до добре організованої мережі контрабанди наркотиків.
- Режисер фільму Теренс Янг та продюсер Еян Ллойд працювали без гонорарів.

## Нагороди
- 1967 Прайм-тайм премія «Еммі» Американської телевізійної академії:
  - за найкращу чоловічу роль другого плану в кінодрамі[en] — Елай Воллак